# Чешенко, Лидия Григорьевна
Ли́дия Григо́рьевна Чеше́нко (укр. Лідія Григорівна Чешенко; 20 июня 1941, Антонополь, Винницкая область — 7 апреля 2015, Ярославка, Одесская область) — колхозница, бригадир совхоза «Южный» Саратского района Одесской области. Герой Социалистического Труда (1973). Депутат Верховного Совета УССР 8 — 10 созывов. Лауреат Государственной премии СССР (1980).

## Биография
Родилась 20 июня 1941 года в крестьянской семье в селе Антонополь. В 1963 году окончила Вознесенский сельскохозяйственный техникум. С 1963 года работала бригадиром виноградарской бригады совхоза «Южный» Саратского района.
Бригада Лидии Чешенко ежегодно собирала в среднем по 120 центнеров винограда с участка площадью 150 гектаров. В 1973 году удостоена звания Героя Социалистического Труда и в 1980 году получила Государственную премию СССР «за освоение и внедрение прогрессивной технологии, комплексной механизации при возделывании технических, овощных, плодовых культур, картофеля, льна, хлопка, чая и получение высоких урожаев этих культур».
После выхода на пенсию проживала в селе Ярославка Саратского района Одесской области.

## Награды
- Герой Социалистического Труда — указом Президиума Верховного Совета СССР от 8 декабря 1973 года
- Орден Ленина
- Государственная премия СССР